# Chiatra
Chiatra (korsisch Chjatra) ist eine französische Gemeinde auf der Insel Korsika. Sie gehört zur gleichnamigen Region, zum Département Haute-Corse, zum Arrondissement Corte und zum Kanton Castagniccia. Die Bewohner nennen sich Chiatrais oder Chjatresi.
Nachbargemeinden sind Sant’Andréa-di-Cotone im Norden, San-Giuliano im Osten, Canale-di-Verde im Süden und Pietra-di-Verde im Westen.
Der Dorfkern liegt auf 408 m. ü. M. Die überwiegend bewaldete Gemeindegemarkung wird im Nordwesten von einem See, dem Lac de Retenue im Vallée de l’Alesani, tangiert.

## Bevölkerungsentwicklung
| Jahr      | 1962 | 1968 | 1975 | 1982 | 1990 | 1999 | 2008 | 2017 |
| --------- | ---- | ---- | ---- | ---- | ---- | ---- | ---- | ---- |
| Einwohner | 229  | 229  | 206  | 194  | 162  | 190  | 213  | 222  |

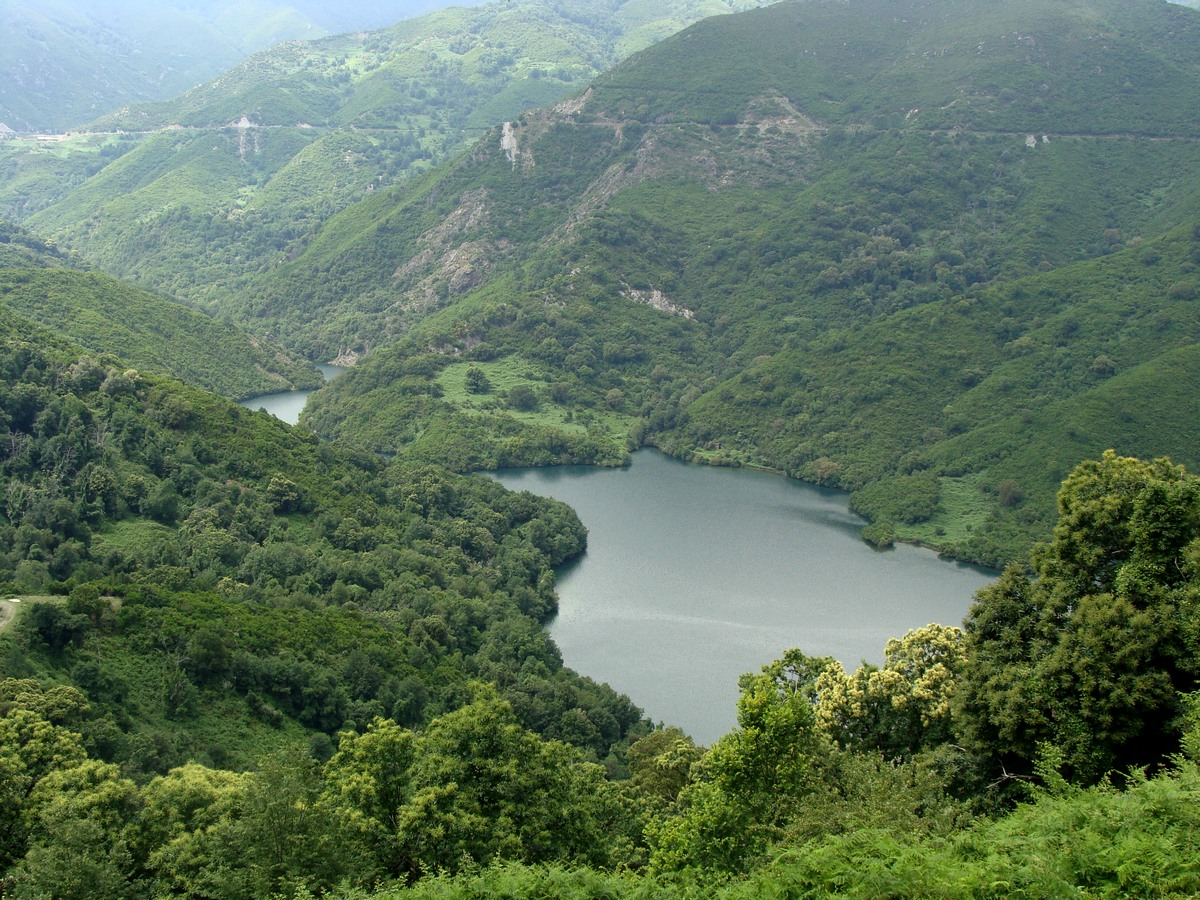
Der Lac de Retenue
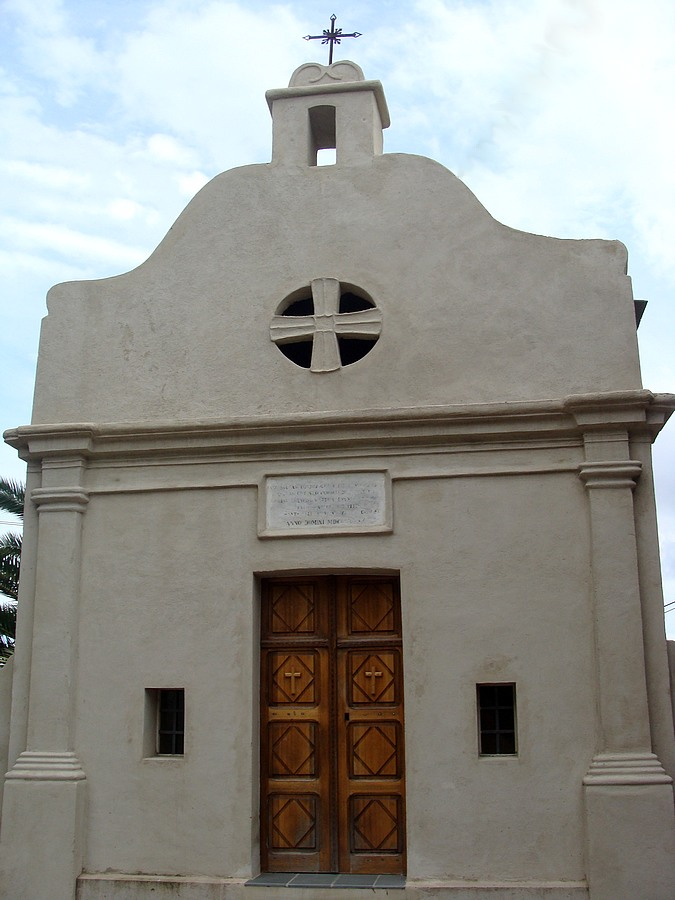
Kapelle Saint-Pancrade
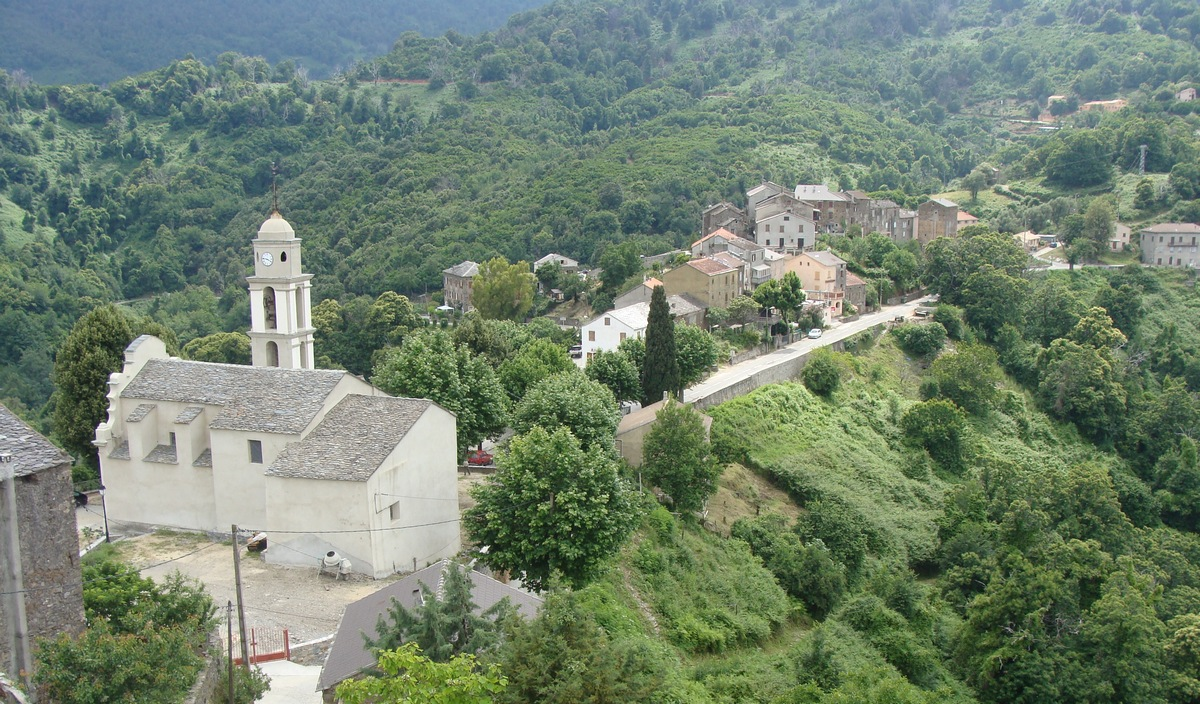
Verkündigungskirche (Église de l’Annonciation)